# Progresivizam
Progresivizam je društveno-politička filozofija koja se zalaže za strukturne reforme društvenog poretka u skladu s liberalnim idejama.
Kao progresivnima označavaju se pristaše umjereno i radikalno lijevih političkih opcija: lijevo krilo liberalizma (npr. "progresive democrats" u Demokratskoj stranci u SAD), socijaldemokrati, komunisti i dr. U javnim diskusijama o raznim društvenim i političkim problemima, ne samo u užem političkom području, redovno se mogu prepoznati "konzervativni" i "progresivni" pristup.
Ekološka kriza dovodi do pojave ekologizma, koji se politički artikulirao ponajviše u savezu s progresistima na lijevoj strani političkog spektra (pojava stranaka zelenih), iako ekološka kritika ima u sebi snažne konzervativne elemente. 
Izraz progres sam po sebi, osim općeg značenja kao "napredak", obično se koristi za »postupan ali siguran razvoj koji s vremenom donosi boljitak, koji donosi bolje, savršenije, vrednije ili bogatije« (kako navodi Hrvatski enciklopedijski rječnik). Tako npr. oni koji imaju veliko povjerenje u znanost i tehnologiju vjeruju da ona može riješiti svaki socijalni i ekološki problem koji se pojavi. Oni nastupaju kao izraziti progresisti, nasuprot npr. konzervativnom krilu ekologista, koje će pristaše tehnike optužiti kao tehnofobe.
Međutim, kao progresisti nastupaju i radikalni društveni kritičari, koji se ne zadovoljavaju "postepenim razvojem", nego smatraju da je potrebna socijalna, obično i politička revolucija.  Oni npr. kažu da tehnika sama po sebi ne može riješiti probleme, jer djeluje u okviru postojećeg društvenog i političkog poretka (npr. kapitalističkog), pa i sama postaje dio problema (npr. jer je u službi kapitala, koji usmjerava napore znanstvenika u svojem interesu, a ne ka rješavanju stvarnih ljudskih, ekoloških i drugih problema). Zato je istinski progres nemoguć bez svjesne političke akcije koja vodi do revolucije; postoje naravno razne vizije poželjne budućnosti i razne strategije takve aktivnosti.
Jedan od prmjera takvog pristupa je lijevo krilo ekologista, koji se kroz kritiku postojećih društvenih i ekonomskih sustava (npr. eko-anarhisti kroz kritiku kapitalističkog sustava i eko-feministkinje kroz kritiku patrijarhalnog društva) povezuju s političkom ljevicom i tako odbacuju konzervativnu tendenciju ekološke kritike.